# Vučja Luka (Federacja Bośni i Hercegowiny)
Vučja Luka – wieś w Bośni i Hercegowinie, w Federacji Bośni i Hercegowiny, w kantonie sarajewskim, w gminie Stari Grad. W 2013 roku liczyła 1 mieszkańca – Serba.